# Laghi di Colbricon
Jezera Laghi di Colbricon jsou dvě malá jezera ledovcového původu, která se nacházejí na severovýchodním konci horského hřebenu Lagorai v přírodním parku Paneveggio - Pale di San Martino. Menší z obou jezer leží v nadmořské výšce 1909 m, větší 1922 m; na břehu druhého z nich se nachází horská chata Rifugio laghi di Colbricon.

## Popis
K oběma jezerům se lze dostat snadnou procházkou z Passo Rolle (rozcestník Sat 348 z Malga Rolle, m 1980) nebo o něco náročnější trasou od horní stanice lanovky Colbricon express jezdící z městečka San Martino di Castrozza.
Z kotliny malých jezírek (při pohledu na jih) se tyčí majestátní pyramida horského štítu Colbricon (2602 m). Je třeba připomenout, že celá tato oblast byla za první světové války dějištěm urputných bojů a je poseta pozůstatky vojenských objektů vybudovaných během tohoto konfliktu, z nichž některé jsou dnes již asimilovány přírodou; mnohé jiné (zejména ve vyšších polohách) jsou stále dobře viditelné a v dobrém stavu.
Laghi di Colbricon jsou zajímavou oblastí také z archeologického hlediska alpského pravěku. Na březích obou malých jezírek byly v roce 1971 nalezeny nálezy z období mezolitu, které svědčí o osídlení pravěkými lovci, kteří se zde usadili zhruba před 10 000 lety a opracovávali křemen k výrobě různých předmětů pro lov i každodenní použití.

## Galerie

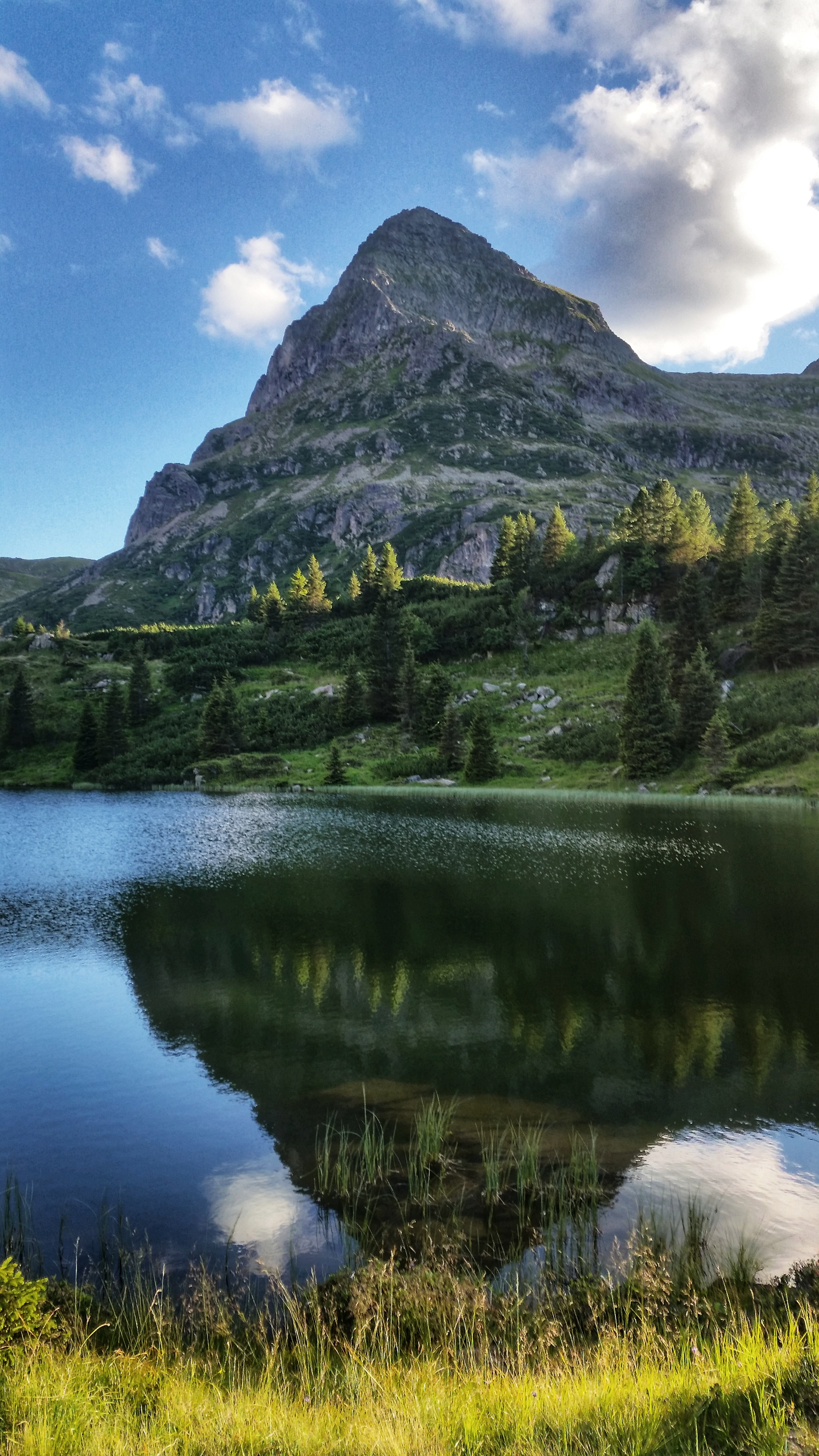
V dolním jezeře se odráží majestátní pyramida horského štítu Colbricon
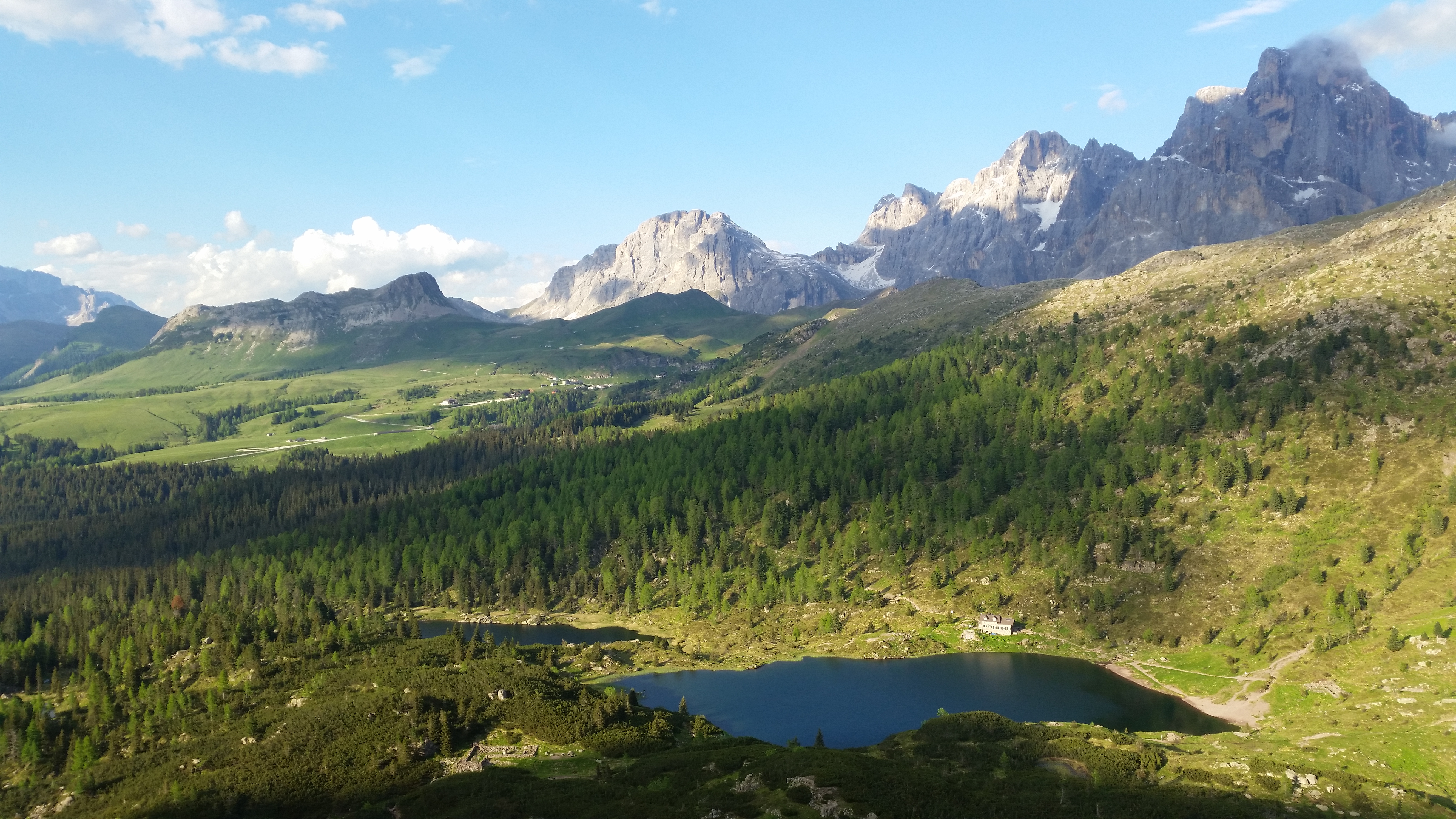
Pohled na jezera ze svahů Colbriconu
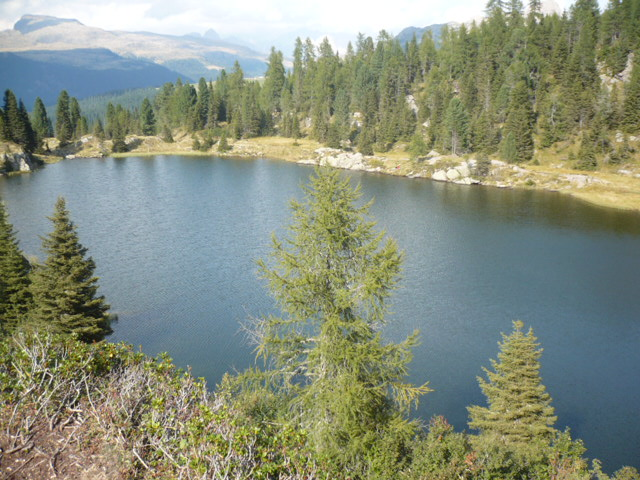
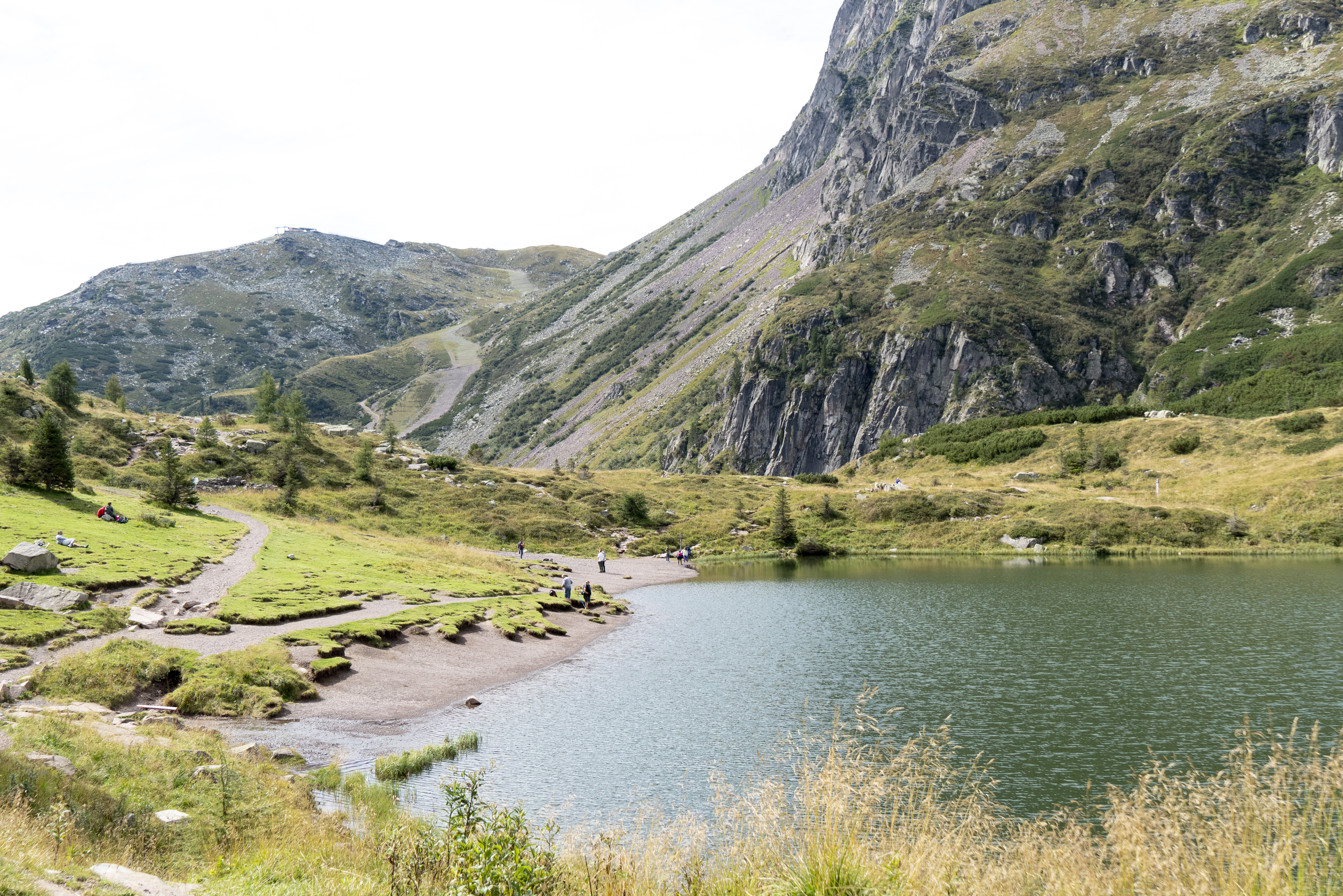
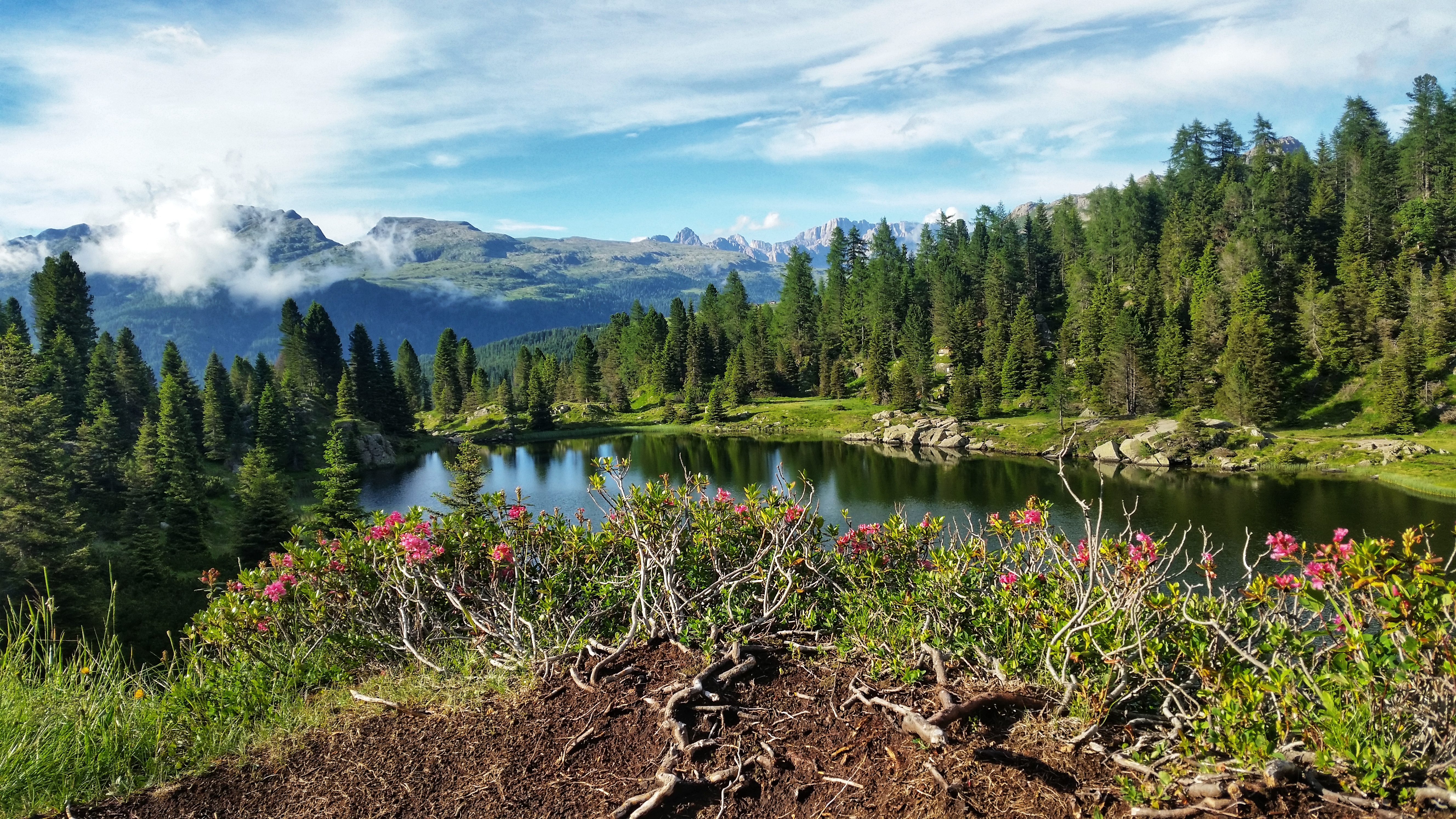
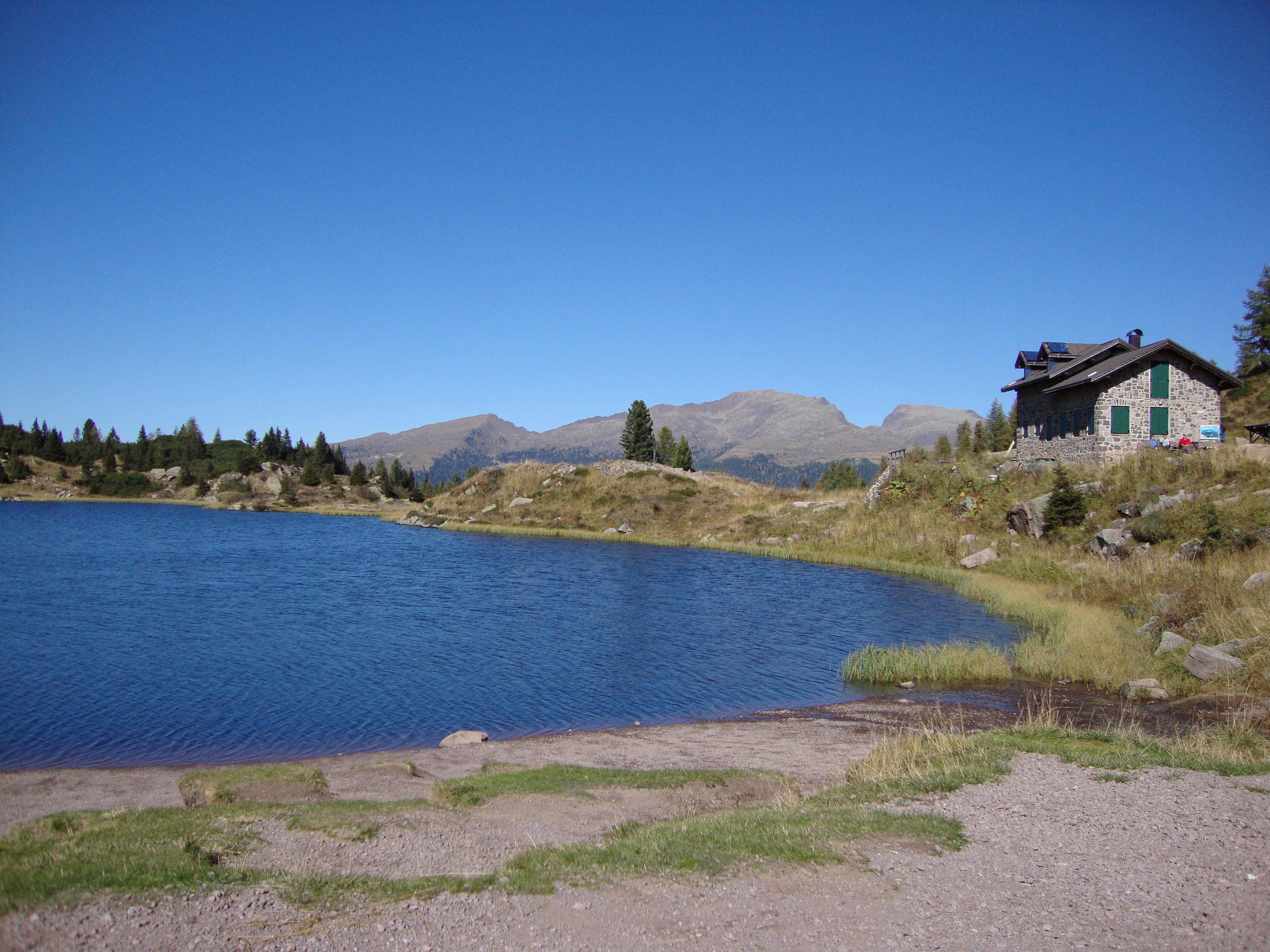
Rifugio Laghi di Colbricon